# Sminthurides bifidus
Sminthurides bifidus är en urinsektsart som beskrevs av Mills 1934. Sminthurides bifidus ingår i släktet Sminthurides och familjen Sminthurididae. Inga underarter finns listade i Catalogue of Life.